# Bilbobus

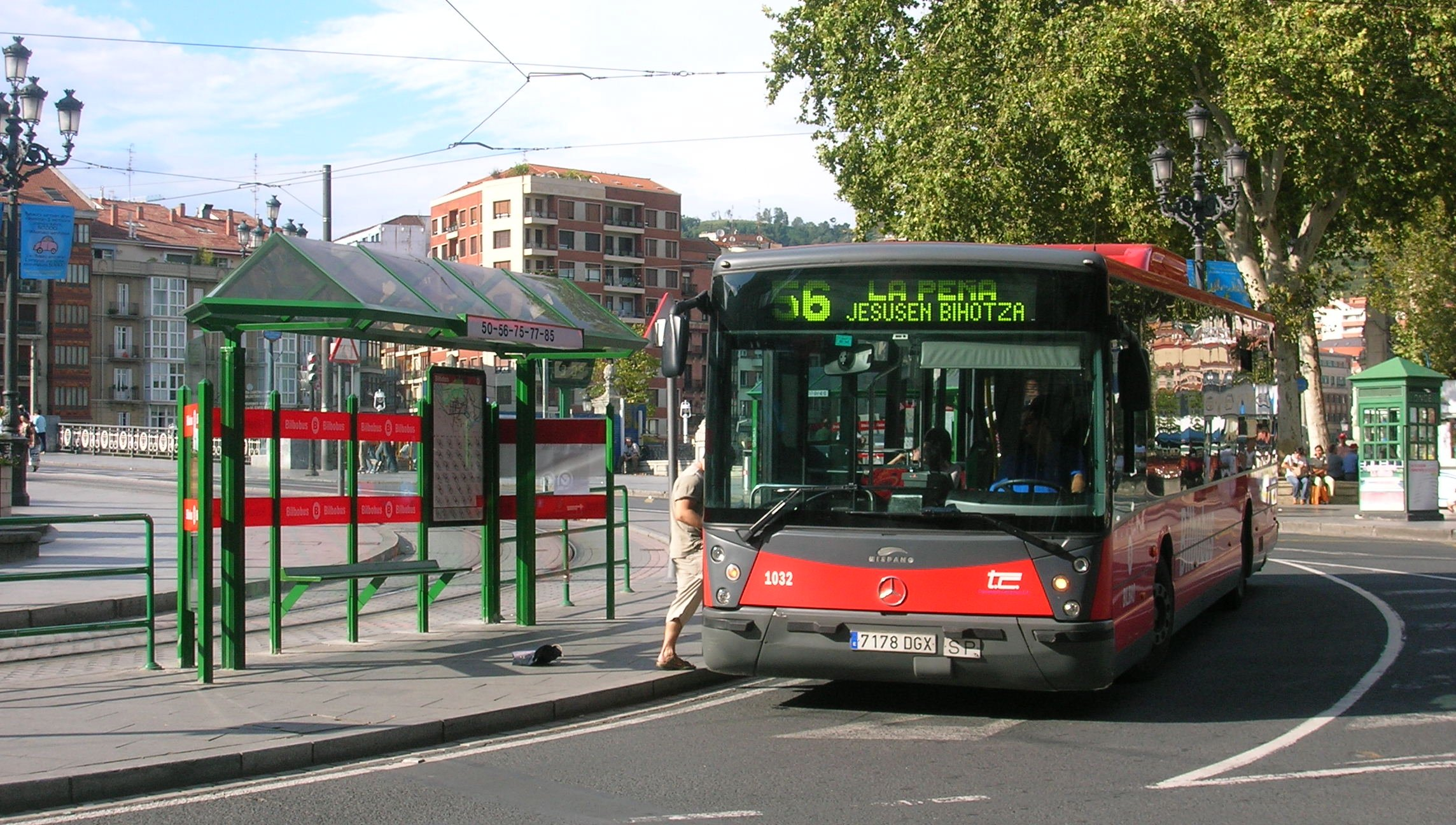
Un Bilbobus en una parada

Bilbobus és el nom del servei de transport col·lectiu urbà que opera en la ciutat biscaïna de Bilbao, País Basc. Encara que 2 línies també entren durant uns metres a Arrigorriaga (línia 50) i Barakaldo (línia 88).

## Viatgers transportats
Bilbobus compta amb una flota de 152 vehicles, 43 línies (35 diürnes i 8 nocturnes) i durant l'any 2011, el nombre de viatgers transportats va ascendir a 26,5 milions, la qual cosa suposa un increment del 4,5% respecte a 2010 a causa del major ús del transport públic i per ser Bilbobus el més econòmic dels existents a Bilbao, segons va informar l'Ajuntament. Un dia laborable utilitzen el servei una mitjana de 88.870 persones, sent l'hora de màxima afluència la compresa entre les 13 i les 14 hores. La qualificació del servei aconsegueix el notable, un 7,31 sobre 10, segons dades resultants d'enquestes als usuaris. El servei nocturn és el millor valorat pels viatgers.
La venda de bitllets cobreix un terç del cost del servei, sent la resta complementada per l'Ajuntament; el 97,5% de la flota està adaptada i el 68% dels clients són dones, principalment treballadores per compte d'altri, d'entre 30 i 64 anys.
Per línies, la més utilitzada va ser la 77, amb 1.992.202 clients, seguida de prop per la 56, amb 1.859.222, i de la 13, amb 1,6 milions; les línies A6 (238.436) i A3 (14.686) van ser les que major increment d'usuaris i usuàries van experimentar: un 174,22% i un 12,35%, respectivament.
La màxima xifra de viatgers es va registrar el 1995, amb 32,5 milions de viatgers.
Els vehicles recorregueren 6.568.214 km.

## Transport urbà a Bilbao
Bilbobus és gestionat actualment per Alsa i Pesa sota la marca comercial BioBide. La multinacional francesa Veolia —que després de guanyar un concurs municipal convocat per l'Ajuntament de Bilbao, es va fer càrrec de la gestió a partir de l'1 d'agost de 2008, en detriment de Transportes Colectivos S.A. (anteriorment TUGBSA, Transports Urbans del Gran Bilbao SA), empresa que prestava el servei des de la seva creació el 1988, i anteriorment des de l'època dels tramvies, però sense la denominació municipal de "Bilbobus"— va traspassar la concessió del servei a les companyies Alsa i Pesa, adduint pèrdues econòmiques en l'explotació del servei en exercicis anteriors. Des de maig de 2012, BioBide explota el servei.
Bilbobus va ser creat en 1988 per l'Ajuntament, unificant sota un mateix nom tot el servei de transport urbà de Bilbao, tant el dels autobusos —de color vermell tipus TCSA— com el dels microbusos —blaus—, que prestaven un servei més ràpid que aquests, amb parades a voluntat del client, i sense possibilitat de viatjar dempeus. El servei va ser adjudicat a Transportes Colectivos.
Sota diferents denominacions, TCSA portava cent trenta anys prestant el servei de transport col·lectiu urbà, tant amb els actuals autobusos, com amb els antics microbusos azulitos, els troleibusos i els tramvies. Té l'honor d'haver començat la primera explotació de tramvies elèctrics (1896 amb la línia Bilbao - Santurtzi), troleibusos (1940) i microbusos (1960) de tot Espanya. Per als tramvies tenia la concessió a perpetuïtat, però el nou tramvia ha estat adjudicat a EuskoTren. Fins a l'arribada del metro, Transportes Colectivos tenia l'exclusivitat del transport urbà de Bilbao.
Després de finalitzar el contracte de gestió amb l'Ajuntament de Bilbao, va participar en el concurs públic per continuar prestant el servei al costat d'altres tres empreses (la multinacional francesa Veolia, la companyia catalana Sarbus i la UTE formada per Pesa, Gertek i CAF). Finalment va ser Veolia la que va aconseguir la gestió de Bilbobus, en presentar l'oferta més econòmica. Després d'un període d'incertes, en el qual TCSA es resistia a perdre la concessió i la va recórrer tot demanant la seva suspensió cautelar, la transició es produeix, tal com era previst, l'1 d'agost de 2008 sense cap perjudici als usuaris.
Els bilbobusos es reconeixen fàcilment per ser totalment vermells, amb la llegenda Bilbobus en grans lletres blanques, i la B —distintiu de l'Ajuntament de Bilbao— a les portes. Originàriament, els autobusos eren blancs amb ratlles vermelles i lletres blaves, amb la llegenda BILBOBUS, com el de la foto.

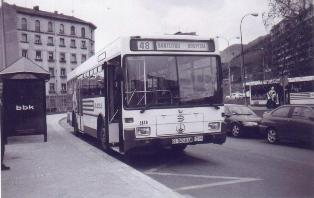
Mercedes 0-405 amb la decoració original.

És part d'una gran xarxa de transport operada pel Govern Basc, i per la Diputació Foral de Biscaia, que inclou Bizkaibus, el metro, el servei de tramvia i els trens d'Euskotren, així com el Pont de Biscaia o els funiculars de la Reineta i d'Artxanda. Tots aquests es troben relacionats a través del Consorci de Transports.
La representació dels treballadors la realitzen sis centrals sindicals, que són: UGT, USO, CCOO, LAB, ELA-STV i el Sindicat Independent de Conductors (SIC).

## Tarifes i bitllets
| Tipus de bitllet                                        | Despesa 2012 | En 2011 |
| ------------------------------------------------------- | ------------ | ------- |
| Bitllet Ordinari                                        | 1,20 €       | 1,20 €  |
| Creditrans                                              | 0,60 €       | 0,57 €  |
| Gizatrans (Jubilats, discapacitats)                     | 0,29 €       | 0,28 €  |
| Hirukotrans F20 (família nombrosa cat. general)         | 0,46 €       | 0,45 €  |
| Hirukotrans F50 (família nombrosa cat. especial)        | 0,29 €       | 0,28 €  |
| Targeta municipal (aturats, rendes baixes, minusvàlids) | 0,29 €       | 0,28 €  |
| Transbordament en temps inferior a 45'                  | 0,00 €       | 0,00 €  |

El bitllet ocasional s'adquireix al conductor, mentre els bons es dispensen en les cabines de venda i informació de Bilbobus, situades en Gran Via/Plaza Circular, Arenal enfront de l'Arriaga, Deusto (Pl. San Pedro) i Errekalde. Així mateix, en l'oficina d'atenció al client, situada en C/Licenciado Poza Nº6.

## Característiques dels autobusos
La flota està composta per 153 vehicles, que durant 2011 van recórrer més de 6.500.000 quilòmetres. Gairebé tots estan adaptats per a minusvàlids (pis baix), tots compten amb panells electrònics a l'interior per informar de la següent parada així com de la temperatura, data i hora. En la majoria de les parades hi ha pantalles d'informació al viatger sobre el temps d'espera a la següent unitat, pel que s'utilitza el dispositiu GPS incorporat a cada unitat. A més, les noves unitats incorporen càmeres de vigilància tant per evitar situacions violentes dins de l'autobús, com per gravar el recorregut del vehicle i poder així detectar possibles punts conflictius que provoquin retards (cotxes en doble fila, contenidors mal col·locats, carrers estrets, etc.). Així mateix, les unitats més modernes inclouen altaveus que anuncien les parades en cas que viatgin invidents en el vehicle.
L'any 1992 es van incorporar a la flota les primeres unitats de pis baix (Van Hool A-300); com a curiositat, aquests vehicles, procedents d'Alemanya, van participar en les olimpíades de Barcelona 92, traslladant discapacitats als recintes on es van desenvolupar els jocs.
L'any 1996 es van incorporar les primeres unitats equipades amb aire condicionat, model MAN NL 202
L'edat mitjana de la flota és d'uns sis anys, i està composta pels següents models d'autobús:
| Model                       | Carrosseria              | Sèrie          | Característiques-Prestacions | Any                           |
| --------------------------- | ------------------------ | -------------- | --- | ----------------------------- |
| Mercedes 0-405              | Hispano VOV I            | 1800           | Pis normal | 1991                          |
| Mercedes 0-405 N2           | Hispano VOV II           | 800            | Aire condicionat, sòl baix amb rampa, agenollament, rètol electrònic                                                                                  | 1998/1999.                    |
| Mercedes 0-530              | Hispano Habit            | 1000           | Aire condicionat, sòl baix amb rampa, agenollament, anunciador acústic de parades per a invidents, rètol electrònic                                   | 2005/2006.                    |
| Mercedes 0-530              | Citaro                   | 1039           | Aire condicionat, sòl baix amb rampa, agenollament, anunciador acústic de parades per a invidents, rètol electrònic                                   | 2006.                         |
| Mercedes Sprinter 413 cdi   | UNVI Cidade              | 0 a 10         | Aire condicionat, sòl baix parcial amb rampa, agenollament, anunciador acústic de parades per a invidents, rètol electrònic; microbús                 | 2003-2009.                    |
| Volvo B7L                   | Hispano Habit            | 1100           | Aire condicionat, sòl baix amb rampa, agenollament, anunciador acústic de parades per a invidents, rètol electrònic                                   | 2002/2003.                    |
| MAN NM 223                  | Hispano Habit            | 250            | Aire condicionat, sòl baix amb rampa, agenollament, anunciador acústic de parades per a invidents, rètol electrònic                                   | 2007/2008.                    |
| MAN NL 202                  | Hispano                  | 200            | Aire condicionat, sòl baix amb rampa, agenollament, rètol electrònic.                                                                                 | 1996.                         |
| MAN NL 273                  | Hispano Habit            | 550 (9 metros) | Aire condicionat, sòl baix amb rampa, agenollament, anunciador acústic de parades per a invidents, rètol electrònic                                   | 2004/2009.                    |
| MAN NL 273                  | Burillo                  | 550 (9 metros) | Aire condicionat, sòl baix amb rampa, agenollament, anunciador acústic de parades per a invidents, rètol electrònic, calefacció por radiador d'aigua. | 2010/2012                     |
| MAN                         | Lyon's City              | 250            | Aire condicionat, sòl baix amb rampa, agenollament, anunciador acústic de parades per a invidents, rètol electrònic                                   | 2008/2009.                    |
| Dennis Dart SLF             | Hispano Habit (9 metros) | 550            | Aire condicionat, sòl baix amb rampa, agenollament, anunciador acústic de parades per a invidents, rètol electrònic                                   | 2005.                         |
| MAN                         | Ayats Bravo I R Urbano   | 100            | Dos pisos, climatitzador, agenollament, rampa, rètol electrònic i sòl baix                                                                            | 2010                          |
| Scania N280UB4X2            | Castrosua                | 400            | Aire condicionat, sòl baix amb rampa, agenollament, rètol electrònic, sistema de readmissió dels gasos d'escape Scania EGR, compleix normativa EEV    | 2011.                         |
| Mercedes-Benz Citaro C2     | Mercedes                 | 600            | Aire acondicionat, sòl baix amb rampa, pantalles electròniques, rètol electrònic, normativa Euro 6 i Euro 6c amb tecnologia micro hibrida             | 2014/2015/2016 i 2017 a 2020. |
| Irizar ieBus                | Irizar                   | 700            | Aire acondicionat, sòl baix amb rampa, pantalles electròniques, rètol electrònic, 100% elèctric.                                                      | 2017/2018.                    |
| Solaris Urbino 12 Electric  | Solaris Bus & Coach      | 720            | Aire acondicionat, sòl baix amb rampa, pantalles electròniques, rètol electrònic, 100% elèctric, avís acústic i lluminós de tancament de portes.      | 2020/2021.                    |
| Solaris Urbino 8.9 Electric | Solaris Bus & Coach      | 730            | Aire acondicionat, sòl baix amb rampa, pantalles electròniques, rètol electrònic, 100% elèctric, avís acústic i lluminós de tancament de portes.      | 2021.                         |

## Servei diürn
El servei compta amb 28 línies operant a la ciutat, 6 línies més petites (amb microbús) que comuniquen la ciutat amb els afores, i circulen per carrers estrets.
Cada línia compta amb els seus propis horaris, però els serveis en general comencen entre les 5:30 i 7:00. L'últim servei surt, en general, entre les 22:00 i les 0:00, sent l'últim el de la Línia 03. Les unitats solen passar per les parades amb força freqüència (10-15 minuts en general), depenent de les línies. Les línies són les següents:
Servei Diurn:
| Numeració línia | Recorregut línia (nom oficial)                           | Freqüència dies laborables      | Duració aprox. del viatge | Tipus de vehicle/s            |
| --------------- | -------------------------------------------------------- | ------------------------------- | ------------------------- | ----------------------------- |
| 01              | Arangoiti - Plaza Biribila                               | 15´                             | 20'                       | Sèries 1000, 1100 i 550.      |
| 03              | Plaza Biribila - Otxarkoaga                              | 10´                             | 15'                       | Sèries 400 i 1100.            |
| 10              | Elorrieta - Plaza Biribila                               | 15´                             | 20'                       | Sèries 250 i 1000.            |
| 11              | Deustu - Atxuri                                          | 30´                             | 20'                       | Sèrie 550.                    |
| 13              | San Ignazio - Txurdinaga                                 | 12´                             | 35'                       | Sèries 250, 800, 1100.        |
| 18              | San Ignazio -Zorrotza                                    | 15´                             | 50'                       | Sèries 250, 800, 1000 y 1100. |
| 22              | Sarrikue - Atxuri                                        | 15´ (cada 12´ de 12:30 a 15:00) | 20'                       | Sèrie 550.                    |
| 26              | Uribarri - Basurtu / Termibus                            | 14´                             | 25'                       | Sèrie 550                     |
| 27              | Arabella - Betolatza                                     | 15´                             | 40'                       | Sèries 250, 1000, 1100.       |
| 30              | Txurdinaga - Miribilla                                   | 15´                             | 35'                       | Sèries 250, 1000 y 1100.      |
| 34              | Otxarkoaga - Santutxu                                    | 30´                             | 15'                       | Sèrie 550.                    |
| 38              | Otxarkoaga - Basurtu / Termibus                          | 15´                             | 35'                       | Sèries 400, 800, 1000 y 1100. |
| 40              | Santutxu - Plaza Biribila                                | 12´                             | Anada: 15' tornada: 20'   | Sèries 550 y 1800.            |
| 43              | Garaizar - Santutxu                                      | 30´                             | 15'                       | Sèrie 550.                    |
| 48              | Santutxu - Lezeaga                                       | 15´                             | 45'                       | Sèries 400, 800, 1000 y 1100. |
| 50              | Buia - La Peña                                           | 30´                             | 10'                       | Sèrie 550.                    |
| 56              | La Peña - Jesusen Bihotza                                | 10´                             | 25'                       | Sèries 100, 1000 y 1100.      |
| 57              | Miribilla - Ospitalea 60' circula de dilluns a divendres | 25´                             | Serie 550.                |                               |
| 58              | Mintegitxueta - Atxuri                                   | 15´                             | 40'                       | Serie 800.                    |
| 62              | Basurtu / Termibus - Arabella                            | 20´                             | 25'                       | Sèries 250, 1100 i 1800.      |
| 71              | Miribilla - San Inazio                                   | 20´                             | 35'                       | Sèries 400, 250 i 1100.       |
| 72              | Larraskitu - Castaños/Gazteleku                          | 12´                             | 30'                       | Sèries 400, 1000 i 1100.      |
| 75              | San Adrian - Atxuri                                      | 15´                             | 25'                       | Sèries 200, 800, 1000 i 1100. |
| 76              | Artatzu/Xalbador - Moyua                                 | 20´                             | 25'                       | Sèries 400, 1000 i 1100.      |
| 77              | Peñascal - Mina del Morro                                | 12´                             | 35'                       | Sèrie 200, 250, 1000 i 1100.  |
| 80              | Altamira - Termibús                                      | 30´                             | Anada: 7'; tornada: 15'   | Sèrie 550.                    |
| 85              | Zazpilanda - Atxuri                                      | 25´                             | 35'                       | Sèries 400, 800 i 1100.       |
| 88              | Kastrexana - Indautxu                                    | 60´                             | 25'                       | Serie 550.                    |

1. ↑  A Kastrexana entra fins al barri de Zubileta a Barakaldo.

Microbús
| Numeració línia | Recorregut línia (nom oficial) | Freqüència dies laborables | Duració aprox. del viatge | Tipus de vehicle/s    |
| --------------- | ------------------------------ | -------------------------- | ------------------------- | --------------------- |
| A1              | Asunción - Plaza Biribila      | 60´                        | 25'                       | sèrie 550.            |
| A2              | Solokoetxe - Plaza Biribila    | 30´                        | Anada 10' tornada 10'     | Microbús.             |
| A3              | Olabeaga - Moyua               | 20´                        | 10'                       | sèrie 550 y microbús. |
| A4              | Zorrotzaurre - Deustu          | 30´                        | 10'                       | sèrie 550.            |
| A5              | Prim - Plaza Biribila          | 30´                        | 10'                       | Microbús.             |
| A6              | Arangoiti - Madariaga          | 15´                        | 10'                       | sèrie 550.            |
| A8              | San Justo - Ametzola           | 60´                        | 20'                       | Microbús.             |

la líniaa 50 passa pel municipi d'Arrigorriaga, barri d'Ollargan.
Els dies festius es redueixen les freqüències.

## Servei nocturn Gautxori

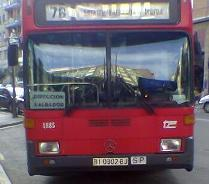
Mercedes 0-405 amb l'actual decoració.

Totes les línies de Gautxori admeten només pagament mitjançant Creditrans o Gizatrans. El servei funciona els divendres de 23:00 a 2:00, i els dissabtes de 23:00 a 7:00.
| Numeració línia | Recorregut (nom oficial)               | Freqüència |
| --------------- | -------------------------------------- | ---------- |
| G1              | Arabella - Plaza Moyua                 | 30´        |
| G2              | Otxarkoaga - Plaza Biribila            | 30´        |
| G3              | Larraskitu - Plaza Biribila            | 30´        |
| G4              | La Peña - Plaza Biribila               | 30´        |
| G5              | Miribilla/ San Adrian - Plaza Biribila | 30´        |
| G6              | Altamira/Zorrotza - Plaza Biribila     | 30´        |
| G7              | Mina del Morro - Plaza Biribila        | 30´        |
| G8              | Arangoiti - Plaza Biribila             | 30´        |

## Serveis especials
- Akelarre d'Archanda (Muntanya Artxanda): en el mes de juny, quan se celebra aquest esdeveniment, hi ha serveis especials -cada 10/15 minuts- des del nucli urbà fins al lloc de celebració; el viatge s'abona mitjançant Creditrans.
- Setmana Gran: serveis especials des dels diferents barris fins a la zona de barraques, llançadores al recinte de concerts, i autobusos Gautxori durant tota la nit, tots els dies que duren les festes. El bitllet s'abona només mitjançant *Creditrans.
- Partits de futbol: els dies en què els partits acaben després de les 22:00, es perllonga el funcionament de les línies 26, 38, 56, 62 i 80.
- Partits de Bàsquet: els dies de partit al Bilbao Arena reforcen el serveis les línies 30, 58 i 71.
- Partits de pilota: els dies de partit al Frontó de Bilbao, reforcen el servei les línies 30 i 71.